# Mazagón
Mazagón är en ort i Spanien.   Den ligger i provinsen Provincia de Huelva och regionen Andalusien, i den sydvästra delen av landet, 500 km sydväst om huvudstaden Madrid. Mazagón ligger 49 meter över havet och antalet invånare är 4 000.
Terrängen runt Mazagón är platt. Havet är nära Mazagón åt sydväst.  Närmaste större samhälle är Moguer, 19,1 km norr om Mazagón. 